# Comuna de Wojnicz
Wojnicz (polaco: Gmina Wojnicz) é uma gminy (comuna) na Polónia, na voivodia de Pequena Polónia e no condado de Tarnowski. A sede do condado é a cidade de Wojnicz.
De acordo com os censos de 2004, a comuna tem 13 018 habitantes, com uma densidade 165,7 hab/km².

## Área
Estende-se por uma área de 78,55 km², incluindo:
- área agrícola: 64%
- área florestal: 24%

## Demografia
Dados de 30 de Junho 2004:
|                      | Total   | Total | Mulheres | Mulheres | Homens  | Homens |
| -------------------- | ------- | ----- | -------- | -------- | ------- | ------ |
|                      | pessoas | %     | pessoas  | %        | pessoas | %      |
| População            | 13 018  | 100   | 6541     | 50,2     | 6477    | 49,8   |
| Densidade (pop./km²) | 165,7   | 100   | 83,3     | 83,3     | 82,5    | 82,5   |

De acordo com dados de 2002, o rendimento médio per capita ascendia a 1279,91 zł.

## Subdivisões
- Biadoliny Radłowskie, Dębina Łętowska, Dębina Zakrzowska, Grabno, Isep, Łopoń, Łukanowice, Milówka, Olszyny, Rudka, Sukmanie, Wielka Wieś, Więckowice, Zakrzów.

## Comunas vizinhas
- Borzęcin, Dębno, Pleśna, Tarnów, Wierzchosławice, Wietrzychowice, Zakliczyn